# Los Manantiales (Málaga)
Los Manantiales es un barrio peeriférico perteneciente al distrito de Churriana de la ciudad andaluza de Málaga, España. Según la delimitación oficial del ayuntamiento, limita al este con el barrio de Buenavista y al sur, con el barrio de San Jerónimo. Al norte se encuentra la Finca de la Cónsula y al oeste, terrenos no edificados de la Sierra de Churriana.
Junto a Los Manantiales se encuentra la Fuente del Rey, antigua arca de aguas del siglo XVIII.

## Transporte
En autobús queda conectado mediante las siguientes líneas de la EMT: 
| Línea | Trayecto                      | Recorrido | Frecuencia    |
| ----- | ----------------------------- | --------- | ------------- |
| 10    | Alameda Principal - Churriana | Recorrido | 25-30 minutos |